# Snowboard nos Jogos Olímpicos de Inverno de 2018 - Halfpipe masculino

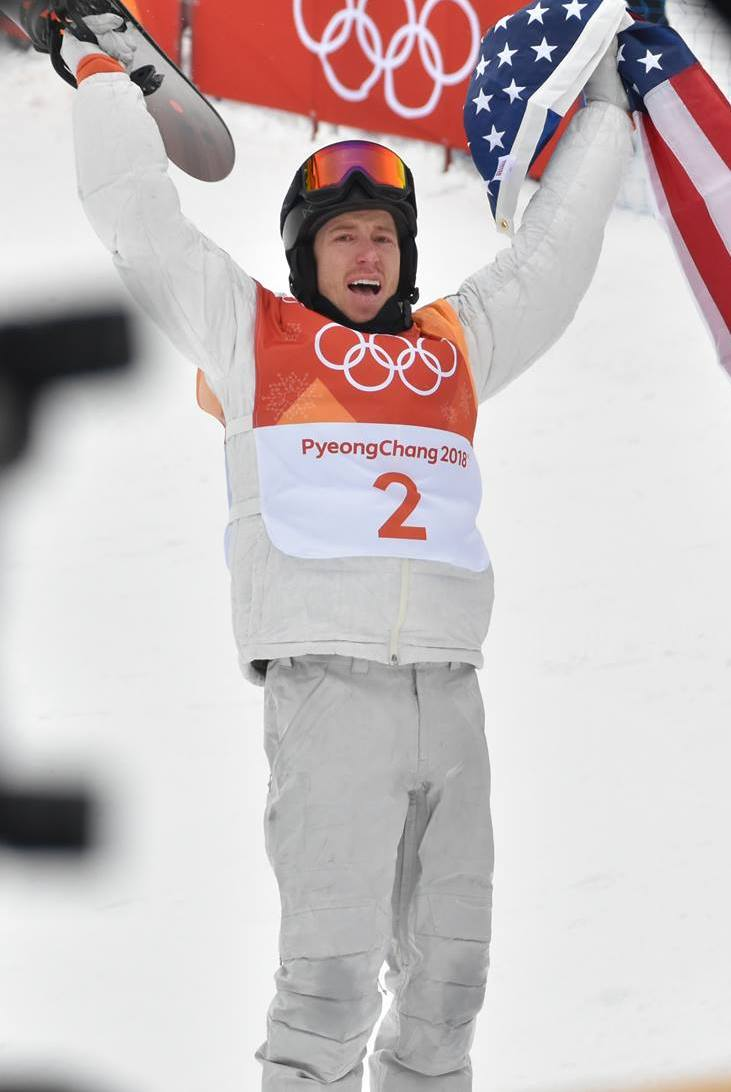
Shaun White conquistou a medalha de ouro

A competição de halfpipe masculino do snowboard nos Jogos Olímpicos de Inverno de 2018 ocorreu nos dias 13 e 14 de fevereiro no Parque de Neve Phoenix, em Pyeongchang.

## Medalhistas
| Ouro   | USA Shaun White  |
| Prata  | JPN Ayumu Hirano |
| Bronze | AUS Scott James  |

## Resultados
Os 12 melhores atletas avançam para a final.

### Qualificação
| Pos. | Ordem | Atleta                | Descida 1 | Descida 2 | Melhor | Notas |
| ---- | ----- | --------------------- | --------- | --------- | ------ | ----- |
| 1    | 14    | USA Shaun White       | 93.25     | 98.50     | 98.50  | Q     |
| 2    | 13    | AUS Scott James       | 89.00     | 96.75     | 96.75  | Q     |
| 3    | 7     | JPN Ayumu Hirano      | 87.50     | 95.25     | 95.25  | Q     |
| 4    | 10    | USA Ben Ferguson      | 91.00     | 89.75     | 91.00  | Q     |
| 5    | 8     | JPN Raibu Katayama    | 85.50     | 90.75     | 90.75  | Q     |
| 6    | 5     | SUI Jan Scherrer      | 84.00     | 16.00     | 84.00  | Q     |
| 7    | 6     | USA Chase Josey       | 47.75     | 83.75     | 83.75  | Q     |
| 8    | 4     | USA Jake Pates        | 59.50     | 82.25     | 82.25  | Q     |
| 9    | 15    | SUI Patrick Burgener  | 82.00     | 50.25     | 82.00  | Q     |
| 10   | 1     | JPN Yuto Totsuka      | 80.00     | 65.25     | 80.00  | Q     |
| 11   | 23    | FIN Peetu Piiroinen   | 14.25     | 77.50     | 77.50  | Q     |
| 12   | 3     | AUS Kent Callister    | 66.75     | 77.00     | 77.00  | Q     |
| 13   | 11    | JPN Taku Hiraoka      | 26.00     | 75.75     | 75.75  |       |
| 14   | 24    | KOR Lee Kwang-ki      | 75.00     | 72.00     | 75.00  |       |
| 15   | 16    | CHN Zhang Yiwei       | 32.50     | 74.00     | 74.00  |       |
| 16   | 9     | SLO Tim-Kevin Ravnjak | 72.50     | 27.00     | 72.50  |       |
| 17   | 2     | CAN Derek Livingston  | 71.25     | 32.75     | 71.25  |       |
| 18   | 25    | IRL Seamus O'Connor   | 65.50     | 39.75     | 65.50  |       |
| 19   | 12    | FIN Markus Malin      | 30.25     | 63.50     | 63.50  |       |
| 20   | 29    | OAR Nikita Avtaneev   | 63.25     | 32.75     | 63.25  |       |
| 21   | 28    | KOR Kweon Lee-jun     | 58.50     | 62.75     | 62.75  |       |
| 22   | 27    | AUS Nathan Johnstone  | 62.25     | 10.25     | 62.25  |       |
| 23   | 18    | GER Johannes Hoepfl   | 53.25     | 59.50     | 59.50  |       |
| 24   | 26    | KOR Kim Ho-jun        | 54.50     | 10.25     | 54.50  |       |
| 25   | 22    | SLO Tit Štante        | 24.50     | 52.25     | 52.25  |       |
| 26   | 21    | NZL Rakai Tait        | 36.50     | 25.75     | 36.50  |       |
| 27   | 20    | SUI Elias Allenspach  | 23.75     | 25.50     | 25.50  |       |
| 28   | 19    | FIN Janne Korpi       | 4.50      | 22.50     | 22.50  |       |
| 29   | 17    | CHN Shi Wancheng      | 10.00     | 11.75     | 11.75  |       |

### Final
A final foi disputada em 14 de fevereiro às 11:30. Yuto Totsuka se lesionou durante a 2ª descida aterrissando sobre a borda do halfpipe e machucando o quadril. Ele foi retirado da pista pelos paramédicos e levado ao hospital. Como resultado, ele não pôde realizar a terceira descida.
| Pos. | Ordem | Atleta               | Descida 1 | Descida 2 | Descida 3 | Melhor | Notas |
| ---- | ----- | -------------------- | --------- | --------- | --------- | ------ | ----- |
| 01 ! | 12    | USA Shaun White      | 94.25     | 55.00     | 97.75     | 97.75  |       |
| 02 ! | 10    | JPN Ayumu Hirano     | 35.25     | 95.25     | 43.25     | 95.25  |       |
| 03 ! | 11    | AUS Scott James      | 92.00     | 81.75     | 40.25     | 92.00  |       |
| 4    | 9     | USA Ben Ferguson     | 43.00     | 83.50     | 90.75     | 90.75  |       |
| 5    | 4     | SUI Patrick Burgener | 84.00     | 51.00     | 89.75     | 89.75  |       |
| 6    | 6     | USA Chase Josey      | 87.75     | 52.25     | 88.00     | 88.00  |       |
| 7    | 8     | JPN Raibu Katayama   | 85.75     | 25.00     | 87.00     | 87.00  |       |
| 8    | 5     | USA Jake Pates       | 47.00     | 82.25     | 27.00     | 82.25  |       |
| 9    | 7     | SUI Jan Scherrer     | 31.25     | 80.50     | 70.75     | 80.50  |       |
| 10   | 1     | AUS Kent Callister   | 20.00     | 62.00     | 56.75     | 62.00  |       |
| 11   | 3     | JPN Yuto Totsuka     | 39.25     | 7.00      | DNS       | 39.25  |       |
| 12   | 2     | FIN Peetu Piiroinen  | 4.50      | 12.75     | 13.50     | 13.50  |       |

Legenda
| Recorde mundial      | Recorde mundial (World record)               |                       | Recorde africano                      | Recorde africano (African) |                                           | Q | Classificado por posição (Qualified) |
| Recorde olímpico     | Recorde olímpico (Olympic record)            | Recorde da América    | Recorde da América (Americas)         | q                          | Classificado por melhor tempo (Qualified) |   |                                      |
| Melhor marca do ano  | Melhor marca do ano (World leading)          | Recorde asiático      | Recorde asiático (Asian)              | DNS                        | Não largou (Did not start)                |   |                                      |
| Recorde nacional     | Recorde nacional (National record)           | Recorde europeu       | Recorde europeu (European)            | DNF                        | Não terminou (Did not finish)             |   |                                      |
| Recorde pessoal      | Recorde pessoal do atleta (Personal best)    | Recorde da Oceania    | Recorde da Oceania (Oceania)          | DSQ / DQ                   | Desclassificado (Disqualified)            |   |                                      |
| Recorde da temporada | Recorde da temporada do atleta (Season best) | Recorde sul-americano | Recorde sul-americano (South America) | NM                         | Sem marca (No mark)                       |   |                                      |